# John Phillip Law
John Phillip Law (Hollywood, 7 settembre 1937 – Los Angeles, 13 maggio 2008) è stato un attore statunitense.
La sua carriera fu suddivisa tra cinema e televisione e venne esercitata prevalentemente in produzioni statunitensi ed europee.

## Biografia
Figlio di uno sceriffo e di un'attrice, John Phillip Law crebbe a Hollywood, dove iniziò a lavorare come comparsa fin dall'infanzia, ottenendo una prima parte di rilievo in The Magnificent Yankee (1950) di John Sturges. Dopo gli studi di ingegneria meccanica e l'iscrizione alla facoltà di giurisprudenza presso l'Università delle Hawaii, Law scelse di intraprendere la carriera di attore e studiò recitazione sotto la guida di Elia Kazan. Dopo una breve parentesi teatrale, passò al cinema italiano, recitando in Smog (1962) di Franco Rossi, Alta infedeltà (1964) e 3 notti d'amore (1964).

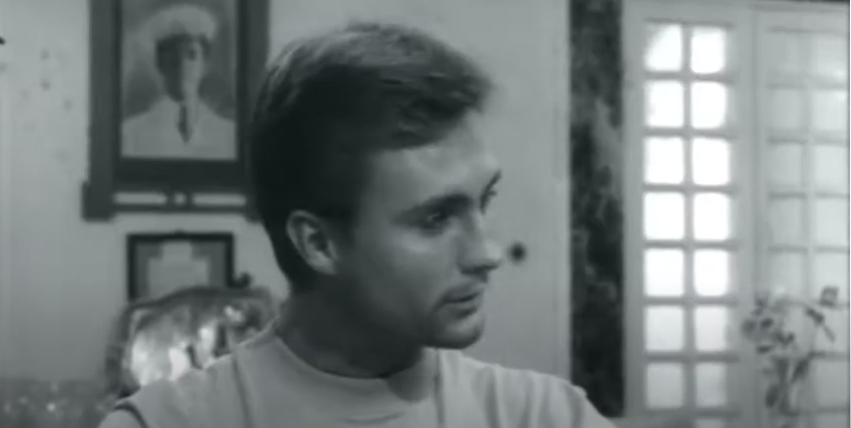
Law nel film Alta infedeltà (1964)

Rientrato a Hollywood per il ruolo di un marinaio innamorato nella commedia Arrivano i russi, arrivano i russi (1966) di Norman Jewison e per i drammi E venne la notte (1967) di Otto Preminger e Il sergente (1968) di John Flynn, ove interpretava un soldato oggetto del desiderio del suo superiore (Rod Steiger), negli anni successivi continuò comunque a lavorare soprattutto in Europa e nei più svariati generi cinematografici, come nella commedia Certo, certissimo, anzi... probabile (1969) di Marcello Fondato, nel western Da uomo a uomo (1967) di Giulio Petroni, nel film d'avventura come Michele Strogoff, corriere dello zar (1970) di Eriprando Visconti e nel thriller catastrofico Cassandra Crossing (1976) di George Pan Cosmatos. I due ruoli che gli diedero grande celebrità furono quelli del celebre ladro mascherato Diabolik nell'omonimo film del 1968, diretto da Mario Bava, e quello del biondo angelo cieco che dà un passaggio a Jane Fonda in Barbarella (1968) di Roger Vadim.
È inoltre ricordato per il ruolo del marinaio americano che si invaghisce di Monica Vitti nel film Polvere di stelle (1973) di Alberto Sordi, e per l'impeccabile interpretazione del celebre asso dell'aviazione tedesca della prima guerra mondiale ne Il Barone Rosso (1971) di Roger Corman. Protagonista brillante dell'avventura fantasy Il viaggio fantastico di Sinbad (1973) di Gordon Hessler e del poliziesco La petroliera fantasma (1975) di Christian-Jaque, nell'ultima parte della sua carriera recitò prevalentemente in film d'azione, fino alla sua ultima apparizione in Chinaman's Chance (2008) di Aki Aleong.
Partecipò al videoclip Amore impossibile dei Tiromancino, diretto da Lamberto Bava, nel ruolo autoironico di una guardia giurata che viene narcotizzata proprio da Diabolik.

### Morte
Law morì il 13 maggio 2008 a 70 anni a causa di un tumore al pancreas, nella sua casa di Los Angeles.

## Filmografia

### Cinema
- Show Boat, regia di George Sidney (1951) - non accreditato
- Smog, regia di Franco Rossi (1962)
- Scandaloso, episodio di Alta infedeltà, regia di Franco Rossi (1964)
- Fatebenefratelli, episodio di 3 notti d'amore, regia di Luigi Comencini (1964)
- Arrivano i russi, arrivano i russi (The Russians Are Coming the Russians Are Coming), regia di Norman Jewison (1966)
- E venne la notte (Hurry Sundown), regia di Otto Preminger (1967)
- Da uomo a uomo, regia di Giulio Petroni (1967)
- L'harem, regia di Marco Ferreri (1967) - non accreditato
- Diabolik, regia di Mario Bava (1968)
- Barbarella, regia di Roger Vadim (1968)
- Skidoo, regia di Otto Preminger (1968)
- Il sergente (The Sergeant), regia di John Flynn (1968)
- Certo, certissimo, anzi... probabile, regia di Marcello Fondato (1969)
- Il re delle isole (The Hawaiians), regia di Tom Gries (1970)
- Michele Strogoff, corriere dello zar, regia di Eriprando Visconti (1970)
- Il Barone Rosso (Von Richthofen and Brown), regia di Roger Corman (1971)
- La macchina dell'amore (The Love Machine), regia di Jack Haley Jr. (1971)
- Fuga da Hollywood (The Last Movie), regia di Dennis Hopper (1971)
- Polvere di stelle, regia di Alberto Sordi (1973)
- Il viaggio fantastico di Sinbad (The Golden Voyage of Sinbad), regia di Gordon Hessler (1973)
- Le mele marce (Open Season), regia di Peter Collinson (1974)
- Delitto in silenzio (The Spiral Staircase), regia di Peter Collinson (1975)
- La petroliera fantasma (Docteur Justice), regia di Christian-Jaque (1975)
- Un sussurro nel buio, regia di Marcello Aliprandi (1976)
- Tu dios y mi infierno, regia di Rafael Romero Marchent (1976)
- Cassandra Crossing, regia di George Pan Cosmatos (1976)
- Uno sporco eroe (Target of an Assassin), regia di Peter Collinson (1977)
- L'occhio dietro la parete, regia di Giuliano Petrelli (1977)
- Der Schimmelreiter, regia di Alfred Weidenmann (1978)
- Ucciso a novembre, regia di Helmut Pfandler (1978)
- Un'ombra nell'ombra, regia di Pier Carpi (1979)
- Tarzan, l'uomo scimmia (Tarzan, the Ape Man), regia di John Derek (1981)
- Z-Men (Attack Force Z), regia di Tim Burstall (1982)
- Tin Man, regia di John G. Thomas (1983)
- Danger - Keine Zeit zum Sterben, regia di Helmut Ashley (1984)
- Night Train to Terror, regia di John Carr (1985)
- Rainy Day Friends, regia di Gary Kent (1985)
- Nati per uccidere (American Commandos), regia di Bobby A. Suarez (1985)
- Striker, regia di Enzo G. Castellari (1987)
- Strauss, re senza corona (Johann Strauss - Der König ohne Krone), regia di Franz Antel (1987)
- La crociera della morte (Moon in Scorpio), regia di Gary Graver (1987)
- Colpo di stato, regia di Fabrizio De Angelis (1987)
- Delirio di sangue, regia di Sergio Bergonzelli (1988)
- Thunder 3, regia di Fabrizio De Angelis (1988)
- Space Mutiny - Duello nel cosmo (Space Mutiny), regia di David Winters (1988)
- Cold Heat, regia di Ulli Lommel (1989)
- Little Women of Today (1990)
- Nerds of a Feather, regia di Gary Graver (1990)
- Alienator, regia di Fred Olen Ray (1990)
- Delta Force Commando II: Priority Red One, regia di Pierluigi Ciriaci (1990)
- Alaska Stories (1991)
- White Cobra Express, regia di Jeff Kwitny (1991)
- Inferno in Vietnam (A Case of Honor), regia di Eddie Romero (1991)
- Power Force, regia di Godfrey Ho (1991)
- Il giorno del porco, regia di Sergio Pacelli (1992)
- Europa Mission (1992)
- Marilyn Alive and Behind Bars, regia di John Carr (1992)
- Shining Blood, regia di Stan Klossowski (1992)
- Angel Eyes, regia di Gary Graver (1993)
- Brennendes Herz, regia di Peter Patzak (1995)
- Hindsight, regia di John T. Bone (1996)
- Wanted, regia di Harald Sicheritz (1999)
- Bad Guys, regia di Bryan Genesse (2000)
- CQ, regia di Roman Coppola (2001)
- Curse of the Forty-Niner, regia di John Carl Buechler (2002)
- I tre volti del terrore, regia di Sergio Stivaletti (2004)
- Amore impossibile (videoclip dei Tiromancino), regia di Lamberto Bava (2004)
- L'apocalisse delle scimmie, regia di Romano Scavolini (2005)
- Ray of Sunshine, regia di Norbert Meisel (2006)
- Vic, regia di Sage Stallone (2006) - cortometraggio
- Chinaman's Chance: America's Other Slaves, regia di Aki Aleong (2008)

### Televisione
- La signora in giallo (Murder, She Wrote) - serie TV, episodio 2x01 (1985)
- Una grande storia d'amore, regia di Duccio Tessari (1988) - film TV
- Il gorilla (Le Gorille) - serie TV, 1 episodio (1990)

## Doppiatori italiani
- Pino Colizzi in Barbarella, Cassandra Crossing
- Cesare Barbetti in Arrivano i russi, arrivano i russi
- Massimo Turci in E venne la notte
- Luciano Melani in Da uomo a uomo
- Giancarlo Maestri in Diabolik
- Carlo Reali in 3 notti d'amore
- Gino La Monica in Michele Strogoff, corriere dello zar
- Michele Kalamera in Un sussurro nel buio
- Carlo Sabatini in Il re delle isole
- Antonio Colonnello in Thunder 3
- Dario Penne in Il barone rosso